# Mingus (Charles-Mingus-Album)
Mingus ist ein Jazzalbum von Charles Mingus. Das 1960 aufgenommene Album wurde auf dem kurzlebigen Label Candid Records veröffentlicht, das der Jazzkritiker und Produzent Nat Hentoff mit Bob Altshuler gründete. Die Platte ist die zweite von insgesamt vier LPs bzw. CDs, die Mingus 1960 für Candid einspielte (Charles Mingus Presents Charles Mingus, Reincarnation of a Love Bird sowie Mysterious Blues). Die Aufnahmen für diese Platte entstanden am 10. Oktober und am 11. November 1960.

## Die Session vom 10. Oktober 1960
Auf der ersten Session im Oktober wurde zunächst die Platte Charles Mingus Presents Charles Mingus in Quartett-Besetzung aufgenommen. Anschließend fanden an diesem Tag noch weitere Aufnahmen statt, im Wesentlichen in Oktett- bzw. Tentettbesetzung. Zwei dieser Stücke, Vasserlean und MDM, erschienen – ebenso wie das zuvor im Quartett aufgenommene Stormy Weather auf der Platte Mingus (Candid 9021). Außerdem entstanden mehrere Takes von Reincarnation of a Love Bird, das noch einmal am 11. November 1960 eingespielt wurde (aber auf anderen Platten veröffentlicht wurde).

## Die Session vom 11. November 1960
Auf dieser Sitzung hat das Mingus-Oktett das Stück Lock ’Em Up eingespielt sowie die Kompositionen Bugs und eine weitere Fassung von Reincarnation of a Love Bird. Bei der November-Session kam es auch zur Begegnung von Charles Mingus mit den Swing-Veteranen Jo Jones und Roy Eldridge; die dabei entstandenen Stücke (Body & Soul, R & R, Wrap Your Troubles in Dreams) sowie weitere Aufnahmen der größeren Formation sind auf der Candid-CD Reincarnation of a Love Bird enthalten, die Out-Takes sowie weiteres Material auf der CD Mysterious Blues.

## Die Musik
MDM, das erste und mit ca. 20 Minuten längste Stück der Platte, ist von einem Tentett aufgenommen, wobei Nico Bunnik Klavier spielt. „MDM“ bedeutet „Monk, Duke, Mingus“ und verweist darauf, dass dieses Stück auf den Kompositionen Fifty-First Street Blues von Mingus, Main Stem von Duke Ellington sowie Straight No Chaser von Thelonious Monk aufbaut. Jeweils paarweise stellt Mingus seine Instrumentalisten vor: Zuerst Britt Woodman, dann Jimmy Knepper, dann kommen nacheinander die Altsaxophonisten Charles McPherson und Eric Dolphy, ebenfalls nacheinander die Trompeter Ted Curson und Lonnie Hillyer, gefolgt von Booker Ervin auf dem Tenorsaxophon. Dolphy schließt auf der Bassklarinette das Stück ab.
Vassarlean in einer Oktett-Besetzung, mit weniger Bläsern aufgenommen, hat ein eher romantisches Klangbild und geht auf die Komposition Weird Nightmare zurück.
Stormy Weather ist ein Swing-Klassiker, komponiert 1933 von Harold Arlen und vor allem bekannt durch die Interpretation der Sängerin Lena Horne. Eric Dolphy gelingt auf dem Altsaxophon ein ergreifend klagender Ausdruck.
Lock ’Em Up ist ein rascher, hektisch anmutender Jazzblues; neben seinem eigenen Thema verwendet Mingus hier als zweite, gegenläufig geführte Melodie Passport von Charlie Parker. Der Originaltitel von Lock ’Em Up lautete eigentlich Hellview of Bellevue, geschrieben von Mingus als Erinnerung an die Nervenklinik Bellevue, in die er sich zwar freiwillig hatte einweisen lassen, aber dann erfahren musste, wie schwer es war, aus einer solchen Anstalt wieder rauszukommen.

## Die Stücke
- 1. MDM
- 2. Vasserlean
- 3. Stormy Weather
- 4. Lock ´Em Up

## Editionsgeschichte
Vasserlean erschien damals zunächst auf dem Candid-Sampler The Jazz Life! (CJS 9019) und ist auf der ursprünglichen LP nicht enthalten, wohl aber auf der CD. Das Stück MDM wurde Anfang der 1980er auch in der italienischen Serie I Giganti del Jazz (Nr. 83) veröffentlicht.
Die Stücke Vasserlean und Stormy Weather erschienen auch auf der Compilation Charles Mingus – In a Soulful Mood (Music Club). Diese enthält auch die Stücke Bugs (take 3) und Mysterious Blues von dieser November-Session sowie die o. g. Stücke mit Eldridge und Jo Jones.

## Besprechungen
Der Stellenwert der Platte wurde von der zeitgenössischen Kritik nicht gleich erkannt. So begann im Februar 1962 der Kritiker Dick Hadlock eine (wohlmeinende) Kritik im Down Beat mit den Worten: „Charles Mingus, ein entschieden unabhängiger Jazzmusiker mit mehreren Gesichtern ... flirtet mit jedem neuen Trend, der sich im Jazz ergibt – Cool Jazz, Hardbop, Third Stream, Soul Jazz und derzeit ‚All Out Jazz‘. Er hat es aber versäumt, einen dauerhaften stilistischen Eindruck zu hinterlassen.“
Während der Aufnahme in einem Studio beschloss Mingus, eine Stimmung zu schaffen, die an einen Nachtclub erinnern könnte, in der Hoffnung, die Wildheit einzufangen, die die Musiker auf der Bühne erlebt hatten, schrieb Frank Griffith (London Jazz News). „Endlich wurde mir klar, dass viele Jazz-Platten es nicht schaffen, weil die Jungs ihre Herangehensweise im Studio fast unsolide von dem abgrenzen, was sie jeden Abend bei der Arbeit machen“, sagte Mingus. Trotz der Hektik und mangelnden Kohärenz der drei Tracks gebe es hier viele wunderbare Momente, die es wert seien, in Erinnerung zu bleiben. Dies sei [dennoch] eine wichtige Veröffentlichung.